# Trichoplusia aspila
Trichoplusia aspila là một loài bướm đêm trong họ Noctuidae.